# Rumble (película de 2021)
Rumble (titulada Rumble: La liga de los monstruos en España y Monstermanía en Hispanoamérica) es una película estadounidense de comedia animada por computadora, dirigida por Hamish Grieve. La película cuenta con las voces de Geraldine Viswanathan, Will Arnett, Terry Crews, Becky Lynch, Roman Reigns, Ben Schwartz, Jimmy Tatro y Susan Kelechi Watson. Producida por Paramount Animation, New Republic Pictures, WWE Studios, Walden Media y Reel FX Animation Studios, fue estrenada en Estados Unidos el 15 de diciembre de 2021 en Paramount+.

## Argumento
Un mundo habitado por monstruos donde la lucha libre es un deporte global y los monstruos son atletas superestrellas. Allí, Winnie tiene la intención de seguir los pasos de su padre, un gerente que se dedica a entrenar a monstruos para convertirlos en luchadores. Su objetivo será entrenar a un adorable monstruo desvalido y convertirlo en campeón de lucha libre.

## Reparto
- Geraldine Viswanathan como Winnie Coyle.
  - Kaya McLean (niña)
- Will Arnett como Steve.
  - Grace Newton (niño)
- Terry Crews como Tentacular
- Fred Melamed como el alcalde
- Charles Barkley como Rayburn Sr., el difunto padre campeón de Steve
- Chris Eubank como King Gorge, un monstruo parecido a un bulldog con cuernos que es un ex campeón.
- Bridget Everett como Lady Mayhem, un monstruo parecido a un tucán con uñas cuidadas que dirige los combates de lucha clandestinos.
- Ben Schwartz como Jimothy Brett-Chadley III, agente de Tentacular
- Brian Baumgartner como Klonk, un monstruo parecido a un jabalí .
- Jimmy Tatro como Lights Out McGinty/Mac, un monstruo parecido a un rape y comentarista de lucha
- Becky Lynch como Axehammer, un monstruo parecido a un reptil de la lucha clandestina.
- Roman Reigns como Ramarilla Jackson, un monstruo parecido a un gorila con cuernos
- Tony Danza como Siggy, el anciano entrenador de Tentacular que fue asistente y protegido de Jimbo Coyle [2]
- Susan Kelechi Watson como Maggie Coyle, madre de Winnie y viuda de Jimbo
- Carlos Gómez como Jimbo Coyle, un legendario entrenador de lucha libre de monstruos y difunto padre de Winnie [2]
- Stephen A. Smith como Marc Remy, un comentarista de lucha libre de monstruos
- Michael Buffer como locutor de Stoker
- Tony Shalhoub como Fred, un hombre que es dueño de un restaurante en Stoker .
- Greta Lee como concejal
- John DiMaggio como Tatuador y Apostador
- Jamal Duff como Denise
- Carlos Alazraqui como Nerdle, un monstruo parecido al mono araña
- Tara Strong como la madre de Winnie

### Doblaje
| Personaje         | Actor de voz original | Actor de doblaje (Hispanoamérica) | Actor de doblaje (España) |  |
| ----------------- | --------------------- | --------------------------------- | ------------------------- |  |
| Rayburn Jr./Steve | Will Arnett           | Faisy                             |                           |  |
| Winnie Coyle      | Geraldine Viswanathan | Jocelyn Robles                    |                           |  |
| Tentacular        | Terry Crews           | Gerardo Vásquez                   |                           |  |
|                   |                       |                                   |                           |  |
|                   |                       |                                   |                           |  |
|                   |                       |                                   |                           |  |
|                   |                       |                                   |                           |  |
|                   |                       |                                   |                           |  |
|                   |                       |                                   |                           |  |
|                   |                       |                                   |                           |  |
|                   |                       |                                   |                           |  |
|                   |                       |                                   |                           |  |
|                   |                       |                                   |                           |  |
|                   |                       |                                   |                           |  |
|                   |                       |                                   |                           |  |
|                   |                       |                                   |                           |  |
|                   |                       |                                   |                           |  |
|                   |                       |                                   |                           |  |
|                   |                       |                                   |                           |  |
|                   |                       |                                   |                           |  |
|                   |                       |                                   |                           |  |
|                   |                       |                                   |                           |  |
|                   |                       |                                   |                           |  |
|                   |                       |                                   |                           |  |
|                   |                       |                                   |                           |  |
|                   |                       |                                   |                           |  |
|                   |                       |                                   |                           |  |
|                   |                       |                                   |                           |  |
|                   |                       |                                   |                           |  |

## Producción
El 25 de abril de 2018, la película se anunció con el título de Monster On The Hill, basada en la novela gráfica del mismo nombre de Rob Harrell, en la CinemaCon. El título fue posteriormente cambiado a Rumble.

## Lanzamiento
Hasta el 19 de septiembre de 2019, el estreno de la película estaba previsto para el 31 de julio de 2020. El 12 de noviembre de 2019, la fecha de estreno se retrasó al 29 de enero de 2021. El 27 de octubre de 2020, la fecha de lanzamiento se trasladó al 13 de mayo de 2021.